# قدور بن السباعي (اللواثة البور واحد)
قدور بن السباعي هو دُوَّار يقع بجماعة سيدي علي لبراحلة، إقليم الرحامنة، جهة مراكش آسفي في المملكة المغربية. ينتمي الدوّار لمشيخة اللواثة البور واحد التي تضم 20 دواوير. يقدر عدد سكانه بـ 367 نسمة حسب الإحصاء الرسمي للسكان والسكنى لسنة 2004.

## روابط خارجية
- البوابة الوطنية للجماعات الترابية نسخة محفوظة 12 مارس 2018 على موقع واي باك مشين.
- المندوبية السامية للتخطيط